# 中華職業籃球大聯盟
中華職業籃球大聯盟為臺灣男子職業籃球聯盟，原預定於2019年11月開打，最後因湊不足四支球隊而無限期延期。

## 歷史
2018年8月，中華職業籃球大聯盟開始籌備。
2019年2月2日，「中華職業籃球大聯盟」依人民團體法經中華民國內政部核准立案。4月19日，「中華職業籃球大聯盟」申請非營利事業機關團體設立登記，統一編號為75977889。5月28日，中華職業籃球大聯盟籌備處召開記者會，聯盟秘書長唐旭鴻表示，聯盟預定11月2日在臺北和平籃球館進行聯盟首戰，而超級籃球聯賽（SBL）的七支球隊當中，臺北達欣工程確定不參加，台灣啤酒、臺灣銀行與金門酒廠願意加盟，將和桃園璞園建築、裕隆納智捷及富邦勇士持續溝通，也會詢問東南亞職業籃球聯賽（ABL）寶島夢想家的意願。初步規劃首賽季有六支球隊參加，若只有四支球隊也會照打，並希望在5月31日前得到各隊的表態與回覆。中華民國籃球協會則表示，若職業籃球順利上路，超級籃球聯賽會面臨轉型。5月31日，中華職業籃球大聯盟發布新聞稿表示，超級籃球聯賽七支球隊中，除已表態不打職業的臺北達欣工程，已有台灣啤酒、臺灣銀行與金門酒廠三支球隊確定加入中華職業籃球大聯盟，剩下的桃園璞園建築、裕隆納智捷及富邦勇士都仍未繳交加盟意向書。
6月19日，行政院體育運動發展委員會召集人張景森提出新版本的租稅減免方案，並將7月15日訂為加盟中華職業籃球大聯盟的最後期限。7月15日，富邦勇士表態不加盟中華職業籃球大聯盟，中央通訊社報導指稱富邦勇士將轉戰東南亞職業籃球聯賽（ABL）；桃園璞園建築和裕隆納智捷也表態不加盟。秘書長唐旭鴻表示，由於超級籃球聯賽剩餘三支球隊表態不加盟，改尋求其他企業籌組新球隊加盟。7月25日，中華職業籃球大聯盟於臉書發佈聲明，因運動產業條例獎勵政策未及落實，半數球團企業仍處於觀望、暫不參與的狀態，所以決定延期。

### 相關後續和影響
2019年7月21日，中華民國籃球協會理事長謝典霖反駁「超級籃球聯賽（SBL）農場說」，表示農場說是建立在中華職業籃球大聯盟確定開打的情況下，超級籃球聯賽轉型成人才庫、擴編至8到10支隊伍，使大專籃球聯賽（UBA）的大學畢業生擁有更多機會，以利於未來能挑戰更高層級聯賽。7月30日，瓊斯盃中華藍領隊陳建州表示，希望超級籃球聯賽能縮短賽程，後續讓中華職業籃球大聯盟以盃賽方式承接，持續朝職業化前進。8月6日，富邦勇士宣布退出超級籃球聯賽、加入東南亞職業籃球聯賽（ABL）。中華民國籃球協會表示曾多次與富邦勇士溝通，希望富邦勇士能續留超級籃球聯賽，但富邦勇士希望參加以主客場賽制之聯賽為優先。
超級籃球聯賽休賽季期間因籌組中華職業籃球大聯盟，導致中華民國籃球協會空轉近三個月，第十七季超級籃球聯賽的招商、轉播與賽程都受到影響。而第十八季超級籃球聯賽不願重蹈覆轍，因此提前啟動規劃。

## 原預定加盟的球隊
- 台灣啤酒
- 臺灣銀行
- 金門酒廠

## 外部連結
- 中華職業籃球大聯盟的Facebook專頁（目前為關閉狀態）